# مودرن
مودرن (به بلغاری: Modren) یک منطقهٔ مسکونی در بلغارستان است که در شهرستان ژبل واقع شده‌است.